# Videocamera

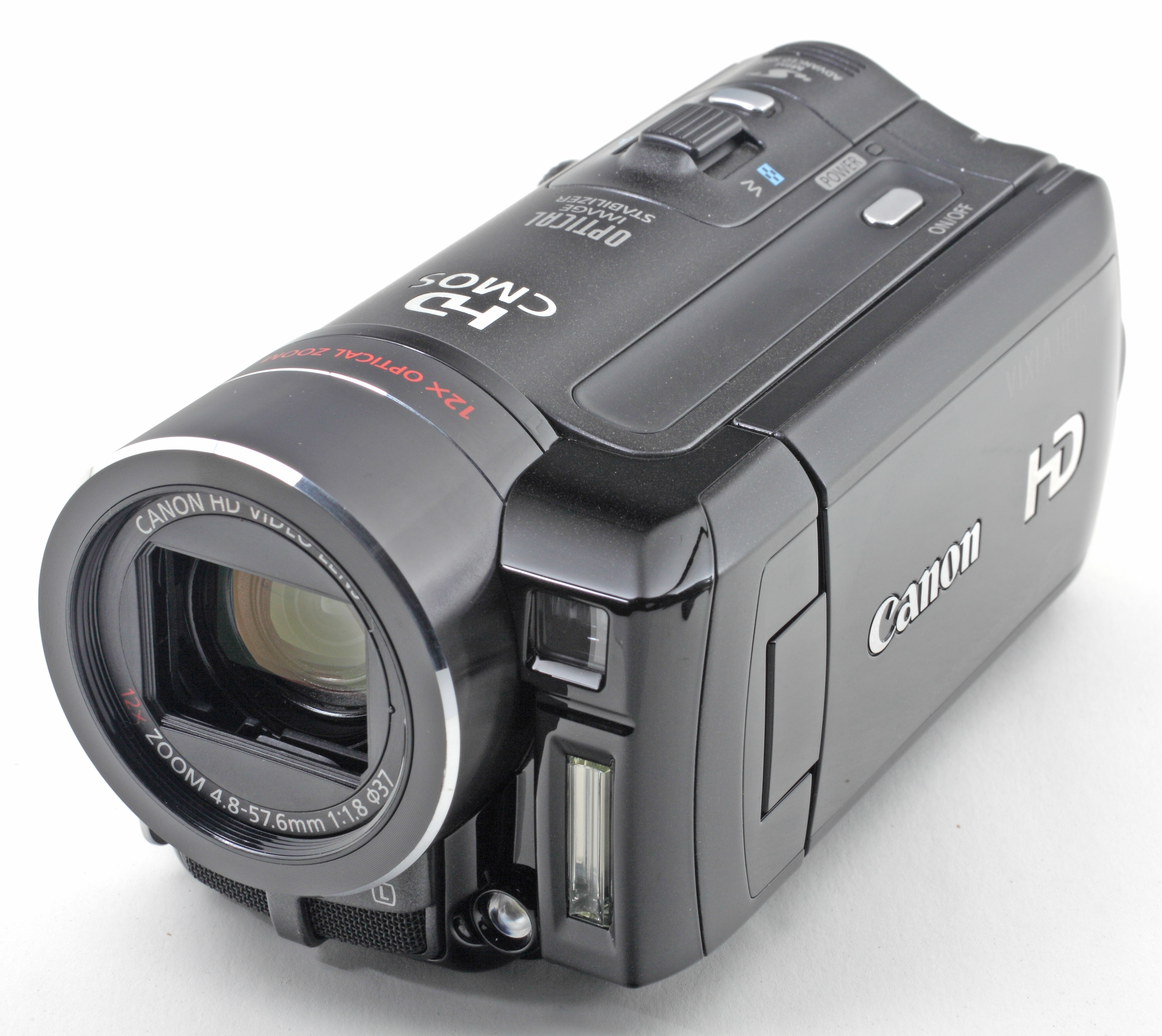
Videocamera Canon

La videocamera (in lingua inglese camcorder) è un dispositivo elettronico portatile utilizzato per registrare immagini e suoni su un supporto di memorizzazione integrato. La videocamera combina quindi le funzioni di una telecamera con quelle di un videoregistratore; si tratta di un'evoluzione tecnologica rispetto alla generazione precedente, che utilizzava i due dispositivi separati.
Le prime videocamere registravano segnali analogici sul nastro di alcuni tipi specifici da videocassetta; successivamente la registrazione analogica è stata definitivamente sostituita dalla tecnica digitale, con supporto di registrazione su memorie digitali (p.e. memoria flash interna o schede SD).
Con il diffondersi della funzionalità video inclusa nelle fotocamere digitali, negli smartphone e, per un certo periodo, anche nei tablet, verso la metà degli anni 2010 la videocamera, ormai divenuta obsoleta, è caduta in disuso.

## Storia

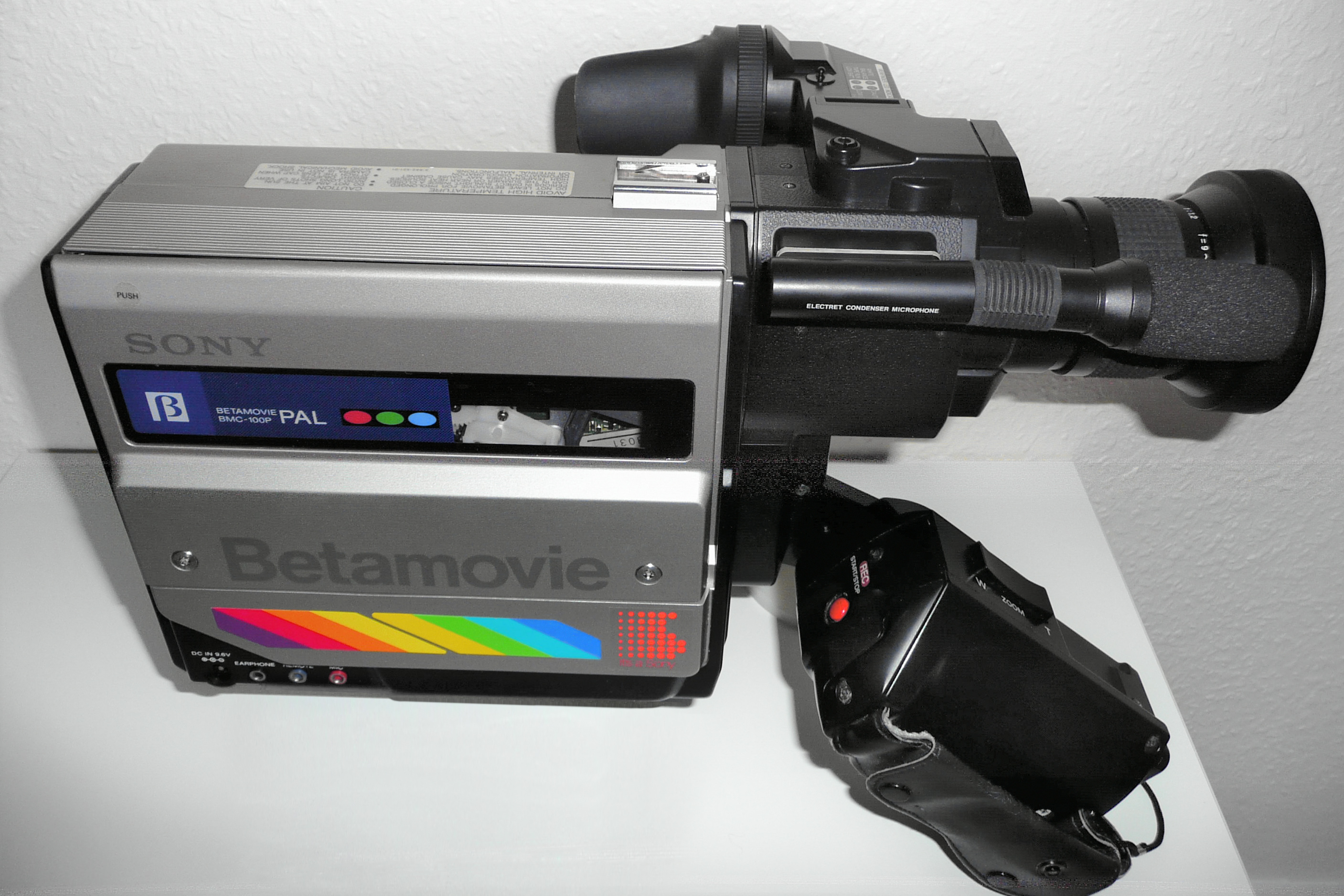
Sony Betamovie BMC-100P (Betamax) (1983)

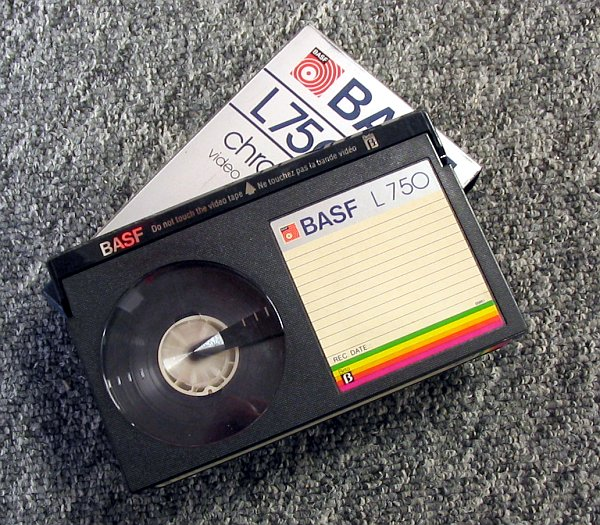
Videocassetta Betamax

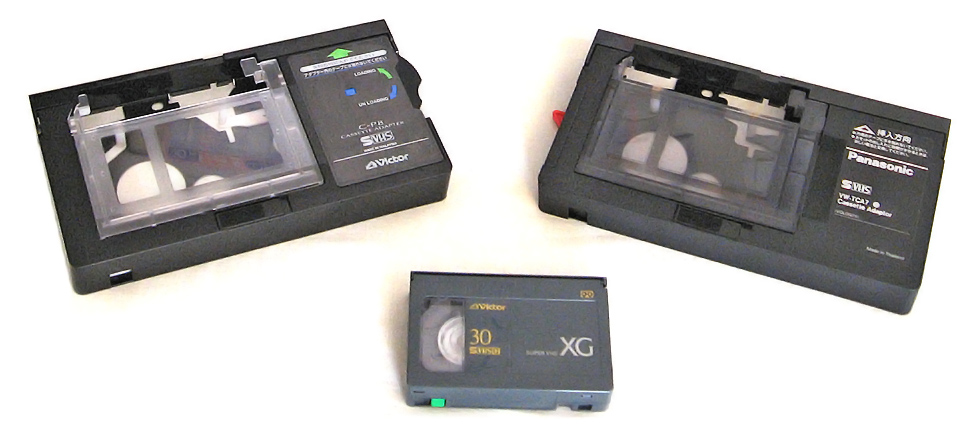
Videocassette VHS

I primi camcorder consumer, immesse nel mercato tra gli anni settanta e ottanta, avevano come videoregistratore a cassette un sistema Betamax o VHS. In seguito comparvero modelli di nastro dalla durata di registrazione ridotta, ma più compatti, come il Video8 e il VHS-C (in seguito migliorati con l'introduzione del Video Hi8 e del Super VHS). Tali modelli sostituirono nel mercato consumer le cineprese nei formati 8 millimetri e Super 8, mentre in ambito professionale la pellicola rimase di uso comune. I primi modelli di videocamera digitale furono equipaggiati con il D-VHS e il Digital8; successivamente fu creato lo standard Mini DV che si affermò rapidamente, restando a lungo il supporto prevalente in commercio.
L'evoluzione della micro tecnologia e l'avvento dell'alta definizione ha poi permesso la diffusione di modelli digitali tapeless (ossia che non utilizzino nastro magnetico come supporto di memoria) in grado di registrare su HDD o scheda di memoria su camcorder di fascia consumer e in ambito professionale.

## Caratteristiche

### Descrizione generale
Di norma i camcorder sono ad ottica variabile fissa: non hanno quindi obiettivi intercambiabili come alcune tipologie di fotocamere. In ambito prosumer e professionale ci sono tuttavia alcuni modelli che offrono tale funzione, orientati a chi vuole fare cinema senza spendere troppo. Esistono inoltre adattatori per montare su videocamere ottiche fotografiche, ma queste soluzioni sono relegate alla fascia alta del mercato per via dei costi.
Il costante progresso tecnologico tende a far convergere le macchine di ripresa: sempre più di frequente si hanno macchine "all in one", specialmente con l'avvento dell'alta definizione. Fotocamere in grado di fare ottimi video ed oggi le prime videocamere con ottiche intercambiabili e sensore fotografico. Tutto questo a costi sempre più accessibili e ancora con formule ibride non ben assestate nel mercato video, che rappresentano però il futuro e l'evoluzione della specie.

### Elementi fondamentali
La videocamera è costituita da tre elementi fondamentali: la lente, il sensore e il processore d'immagine. A questi si aggiunge il registratore (magnetico o ottico, analogico o digitale) da cui viene registrato il segnale.
L'immagine individuata passa dalla lente (ottica/obiettivo) e viene catturata dal sensore, che in base alle proprie dimensioni la trasmette più o meno ricca di dettagli al processore. Questi la elabora, definisce, adatta e allinea alle dimensioni e caratteristiche volute o imposte definendo la risoluzione del video. Con interventi elettronici spesso l'immagine viene resa più grande di quella nativa; questo è chiamato interpolazione d'immagine. Così anche videocamere tascabili con sensori molto piccoli possono raggiungere risoluzioni conformi agli standard (anche se, chiaramente, l'immagine perde in qualità).

## Il sensore
Di fondamentale importanza, il sensore garantisce la qualità dell'immagine e la precisione nei particolari come un occhio per la vista. Ormai i sensori sono più di tipo CMOS che CCD per via di un ridotto consumo e di una maggiore duttilità.
Molto piccoli nelle videocamere tascabili consumer, la loro superficie varia da 1/6" fino ad un massimo di 2/3" nelle videocamere spalleggiabili professionali. Possono essere singoli o disposti a 3 per garantire migliore resa e qualità. Con la tecnica detta pixel shifting l'elaborazione elettronica oggi permette di portare il segnale video acquisito dal sensore ad una risoluzione maggiore rispetto a quella originalmente catturata: ciò significa mantenere sensori più piccoli garantendo qualità e riducendo costo/assorbimento energia. Ma le prestazioni migliori sono garantite comunque da sensori a risoluzione nativa, ovvero pari a quella che si andrà ad elaborare. Il massimo ad oggi raggiunto in HD è 1920x1080 in pixel, ma di imminente introduzione sono camcorder con sensori più grandi, derivati da quelli fotografici (tipo APS o Micro 4/3). Queste videocamere nascono dall'esperienza maturata sulle fotocamere DSLR con funzione ripresa video. La grandezza del sensore, tre volte superiore a quelli fino ad oggi montati singolarmente o in abbinamento, garantisce una qualità mai vista prima, più sensibilità alla luce bassa ed una minore profondità di campo; il risultato è una ripresa sempre più d'effetto "cinematografico", ma anche un'immagine a campo schiacciato (riducendo la percezione di profondità), problema comunque risolto dalle fotocamere 3D.
Le videocamere per la registrazione notturna utilizzano le frequenze comprese tra 850 e 890 nm.

## Standard e codec

### SD (definizione standard)
DV su nastro miniDv oppure codec mpeg2 o mp4 di proprietà delle singole major. La soluzione qualitativa migliore resta lo standard DV (versione DVCAM o DVC per i professionisti), ancora il più diffuso nella televisione italiana.

### HD (alta definizione)
HDV, AVCHD, DVCPROHD, XDCAM EX sono codec principali sviluppati dalle major in ambito consumer o professionale. L'HDV è ad oggi ancora la soluzione più economica e adattabile con la generazione di videocamere a definizione standard. Registra su nastro MiniDv sia in alta definizione che a definizione standard. La sua qualità è data da un max transfert rate 25Mb/s.
AVCHD è lo standard scelto per le videocamere consumer. Utilizzabile solo su camcorder tapeless (HDD o memory card), sfrutta il codec H.264 evoluzione del mp4. Il transfert rate varia dai 12Mb/s ad un massimo di 24Mb/s (per i modelli più costosi ed evoluti). In tal senso la qualità è di poco inferiore all'HDV ed ha limiti nella gestione dei file per costi di archiviazione e supporti oltre che per l'elevata potenza hardware richiesta in un computer per editare i filmati. Recenti migliorie lo stanno perfezionando e rendendo sempre più completo anche per un uso professionale in videocamere più grandi e prestazionali.
DVCPROHD e XDCAM EX sono codec di proprietà Panasonic (il primo) e Sony. Garantiscono ottime prestazioni, ma i supporti particolari utilizzati per la registrazione e la tipologia di videocamere presentano costi elevati di gestione e acquisto prodotti. In ambito HD sono le soluzioni più complete e prestazionali scelte dai professionisti.